# Sulkavan suursoudut
Sulkavan suursoudut är en roddtävling som organiseras varje år i sydsavolaxiska Sulkava i Finland.  Det uppges vara den största roddtävlingen i världen. Över 3 000 tävlare och över 10 000 åskådare kommer till Sulkava år efter år. Sulkava-föreningen har organiserat tävlingen från och med år 1968.

## Historia
Första tävlingen ordnades 1968. Vinnare var den 67 år gamla Einari Luukkonen på en tid av 8 timmar, 29 minuter och 40 sekunder. Båtarna som används i tävlingen är vanligtvis gjorda av plywood. Den populäraste båtmodelen är ”kyrkbåten” med 14 platser för roddare plus en styrman. Man ror cirka 60 kilometer i tävlingen. Vanligtvis börjar tävlingen från Hakovirta och slutar på Sulkavas roddstadion.